# Ziad Fazah
 (juin 2011).
Si vous disposez d'ouvrages ou d'articles de référence ou si vous connaissez des sites web de qualité traitant du thème abordé ici, merci de compléter l'article en donnant les références utiles à sa vérifiabilité et en les liant à la section « Notes et références ».
Ziad Youssef Fazah (né le 10 juin 1954 à Monrovia, Libéria) a été considéré, selon le Livre Guinness des records, comme étant le plus grand hyperpolyglotte en vie actuellement, mais ceci n'a jamais été prouvé.
Il a grandi au Liban et vit au Brésil depuis les années 1970.
Fazah prétend parler, lire et comprendre 58 langues, la plupart apprises avant l’âge de 20 ans.
Ses compétences ont été testées lors d'une émission télévisée chilienne intitulée Viva el lunes durant laquelle il aurait été capable de converser avec des interlocuteurs parlant des langues aussi diverses que le mongol, le tchèque, le coréen ou le hongrois mais aurait échoué à lire un texte en persan et à répondre à d'autres interlocuteurs parlant finnois, russe, chinois et grec.
Liste des langues parlées par Fazah, selon lui-même :
albanais, allemand, amharique, anglais, anglais singapourien, arabe, arménien, azéri, bengali, birman, bulgare, cantonais, cinghalais, coréen, danois, dzongkha, espagnol, fidjien, finnois, français, grec, hébreu, hindi, hongrois, indonésien, islandais, italien, japonais, khmer, kirghiz, lao, malais, malgache, maltais, mandarin, mongol, néerlandais, népalais, norvégien, ourdou, ouzbek, papiamento, pachto, persan, polonais, portugais, roumain, russe, serbo-croate, swahili, tadjik, tchèque, thaï, tibétain, turc, turc chypriote, vietnamien, wu.